# 平鎮系統交流道
平鎮系統交流道坐落於臺灣桃園市平鎮區與楊梅區之交界，國道一號里程65.4公里、台66線里程18.0公里處。交流道型式為苜蓿葉型，國道一號、台66線左轉均以環道設計連接。
平鎮系統交流道與台66線19k的平鎮一交流道相隔僅1公里，在設計上便將兩個交流道結合，共用同一個出入口
|       | 65 平鎮系統 |           |        | 觀音 大溪 |
| 北 上 | 65 平鎮系統 | 高鐵站    | 高鐵站 |           |
| 北 上 | 65 平鎮系統 | 中壢 平鎮 |        |           |
|       | 18 平鎮系統 |           |        | 台北 新竹 |

## 外部連結
- 國道一號平鎮系統交流道動線圖 （页面存档备份，存于）（交通部高速公路局）
- 台66線平鎮系統交流道、平鎮一交流道動線圖 （页面存档备份，存于）（交通部公路總局）